# Wanda Sandon
Wanda Sandon (Trichiana, 1º ottobre 1952) è un'ex cestista italiana.
Dal 2012 fa parte dell'Italia Basket Hall of Fame.

## Carriera
Ha vinto 10 campionati italiani: 4 con Vicenza (1968-69, 1981-82, 1982-83, 1983-84) e Geas (1974-75, 1975-76, 1976-77, 1977-78), 2 con la FIAT Torino (1978-79, 1979-80).
Ha inoltre conquistato 3 Coppe dei Campioni: con il Geas nel 1978, con Torino nel 1980, con Vicenza nel 1983.
Con l'Italia ha collezionato 218 presenze e 1717 punti. Ha vinto il bronzo ai FIBA EuroBasket Women 1974.